# 方正字跡
字跡是北京方正集團以真人筆跡開發製成的字體系列。截至2011年，已囊括了20種字體。
這些字型的書寫者主要是有多年書法研習與造詣的書法家或書法愛好者。開發途徑一般是方正公司主動與創作者取得聯繫，亦有個人的書法字體通過“方正奬”中文字體設計大賽等渠道脱颖而出，獲得認可，從而入選方正字跡系列。

## 字體列表
- 方正黑體
- 方正宋體
- 方正宋黑體
- 方正圓體
- 方正楷體
- 方正仿宋
- 方正姚體
- 馮金城字體
- 呂建德行楷
- 曾正國楷體
- 童體毛筆
- 童體硬筆
- 元童楷隸
- 敬偉硬筆行楷
- 張顥硬筆楷書
- 佩安字體
- 張建軍硬筆楷書
- 田登岳標準楷體
- 王百樂硬筆字體
- 邱氏粗瘦金書
- 杜慧田毛筆楷書
- 杜慧田硬筆楷書
- 邢體隸一
- 邢體隸二
- 邢體草書
- 葉根友特楷
- 典雅楷體